# Felix Schmidt (Sänger)

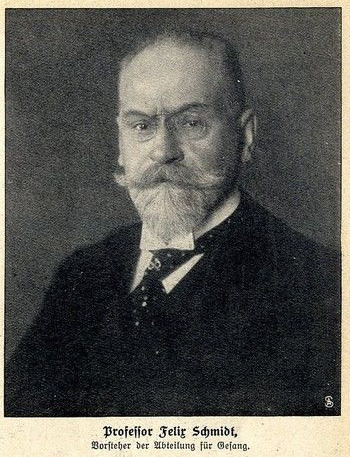
Felix Schmidt (1912)

Paul Felix Albert Schmidt (* 11. Mai 1848 in Dresden; † 3. September 1927 in Berlin) war ein deutscher Sänger (Bass) und Gesangspädagoge.

## Leben
Felix Schmidt war der Sohn des Sängers und Komponisten Heinrich Maria Schmidt und dessen zweiter Frau Marie, geb. Möllinger. Er wuchs in Lübeck auf und besuchte hier das Katharineum zu Lübeck bis zum Abitur Ostern 1868.  Danach studierte er Gesang und Theorie an der Königlichen Hochschule für Musik in Berlin, der heutigen Universität der Künste Berlin. Ab 1872 unterrichtete er an der Hochschule. 1888 wurde er zum Professor ernannt. Seit 1895 leitete er als Nachfolger von Gustav Engel die dramatische Gesangsklasse. 1913 wurde er Direktor der Gesangsabteilung, die er bis zu seiner Emeritierung 1921 leitete.
Von 1887 bis 1918 war er nebenamtlich Dirigent des Berliner Lehrer-Gesangvereins. Unter seiner Leitung errang der Chor 1903 und 1913 bei den deutschen Sängerwettstreiten den ersten Preis, die Kaiserkette. Sein Nachfolger als Chorleiter wurde Hugo Rüdel.
Er war seit 1878 verheiratet mit der Sängerin Maria Dorothea, geb. Köhne. Schmidt verstarb am 3. September 1927 mit 79 Jahren in seiner Wohnung in der Rankestraße 20 in Wilmersdorf.

## Auszeichnungen
- Roter Adlerorden, 4. Klasse (1896)[4], mit der königlichen Krone (1899)[5]
- Königlicher Kronen-Orden (Preußen), 3. Klasse (1907)[6]

## Werke
- (Hrsg.): Hand-Buch der Theorie der Musik. von Carl Friedrich Weitzmann, Berlin: Enslin 1888